# Dimitar Rumentchev
Dimitar Rumentchev ou Dimitar Roumentchev né le 6 janvier 1919 et décédé le 2 mars 1993, est un arbitre bulgare de football.

## Carrière
Il a officié dans des compétitions majeures : 
- Coupe du monde de football de 1966 (1 match)
- JO 1968 (1 match)